# Élections sénatoriales de 2023 en Guadeloupe
Les élections sénatoriales en Guadeloupe ont lieu le dimanche 24 septembre 2023. Elles ont pour but d'élire les sénateurs représentant le département au Sénat pour un mandat de six années.

## Contexte départemental
Lors des élections sénatoriales de 2017 en Guadeloupe, trois sénateurs ont été élus selon un mode de scrutin proportionnel : deux FGPS, Victorin Lurel et Victoire Jasmin et un GUSR, Dominique Théophile.
Depuis, tous les effectifs du collège électoral des grands électeurs ont été renouvelés, avec les élections législatives de 2022, les élections régionales de 2021, les élections départementales de 2021 et les élections municipales de 2020.

## Sénateurs sortants
| Sénateur | Sénateur            | Parti | Fonctions lors de l'élection en 2017 |
| -------- | ------------------- | ----- | ------------------------------------ |
|          | Dominique Théophile | GUSR  | Conseiller régional                  |
|          | Victorin Lurel      | FGPS  | Conseiller régional                  |
|          | Victoire Jasmin     | FGPS  | Adjointe au maire de Morne-à-l'Eau   |

## Présentation des listes et des candidats
Les nouveaux représentants sont élus pour une législature de 6 ans au suffrage universel indirect par les grands électeurs du département. Dans le Guadeloupe, les sénateurs sont élus au scrutin proportionnel plurinominal. Leur nombre reste inchangé, trois sénateurs sont à élire et cinq candidats doivent être présentés sur la liste pour qu'elle soit validée. Chaque liste de candidats est obligatoirement paritaire et alterne entre les hommes et les femmes.

### Liste régionaliste conduite par Gilbert Édinval
| N° | Candidats | Candidats            | Parti | Nuance      | Principales fonctions |
| -- | --------- | -------------------- | ----- | ----------- | --------------------- |
| 01 |           | Gilbert Édinval      | REG   | Indépendant |                       |
| 02 |           | Barbara Emma Piperom | DIV   | Indépendant |                       |
| 03 |           | Christian Fiesque    | DIV   | Indépendant |                       |
|    |           |                      |       |             |                       |
| 04 |           | Michelle Lother      | DIV   | Indépendant |                       |
| 05 |           | Franco Othrys        | DIV   | Indépendant |                       |

### Liste Divers gauche conduite par Jocelyn Sapotille
| N° | Candidats | Candidats         | Parti | Nuance | Principales fonctions                                         |
| -- | --------- | ----------------- | ----- | ------ | ------------------------------------------------------------- |
| 01 |           | Jocelyn Sapotille | FGPS  | DVG    | Conseiller départemental, maire du Lamentin                   |
| 02 |           | Eliane Guiougou   | FGPS  | DVG    | Conseillère départementale, conseillère municipale des Abymes |
| 03 |           | Chazy Cirany      |       | DVG    | Conseiller municipal de Baie-Mahault                          |
|    |           |                   |       |        |                                                               |
| 04 |           | Nicole Erdan      | FGPS  | DVG    | Adjointe au maire de Gourbeyre                                |
| 05 |           | Gabriel Foy       |       | DVG    |                                                               |

### Liste Divers gauche conduite par Fabert Michely
| N° | Candidats | Candidats                | Parti | Nuance | Principales fonctions                                 |
| -- | --------- | ------------------------ | ----- | ------ | ----------------------------------------------------- |
| 01 |           | Fabert Michely           | FRAPP | DVG    | Conseiller départemental, adjoint au maire des Abymes |
| 02 |           | Jocelyne-Dalila Eustache |       | DIV    | Adjointe au maire de Baie-Mahault                     |
| 03 |           | Boris Carène             |       | DVG    | Conseiller municipal de Pointe-Noire                  |
|    |           |                          |       |        |                                                       |
| 04 |           | Annette Barbot           |       | DVG    | Conseillère municipale de Capesterre-Belle-Eau        |
| 05 |           | Éric Jalton              | FRAPP | DVG    | Maire des Abymes                                      |

### Liste Parti socialiste conduite par Victorin Lurel
| N° | Candidats | Candidats               | Parti | Nuance | Principales fonctions                      |
| -- | --------- | ----------------------- | ----- | ------ | ------------------------------------------ |
| 01 |           | Victorin Lurel          | FGPS  | SOC    | Sénateur sortant                           |
| 02 |           | Gabrielle Louis-Carabin | FGPS  | DVG    | Conseillère départementale, maire du Moule |
| 03 |           | André Atallah           | FGPS  | SOC    | Maire de Basse-Terre                       |
|    |           |                         |       |        |                                            |
| 04 |           | Geneviève Gamer         | FGPS  | SOC    | Adjointe au maire de Goyave                |
| 05 |           | Teddy Mary              | FGPS  | DIV    | Adjoint au maire de Saint-François         |

### Liste Divers centre conduite par Dominique Théophile
| N° | Candidats | Candidats           | Parti | Nuance | Principales fonctions                 |
| -- | --------- | ------------------- | ----- | ------ | ------------------------------------- |
| 01 |           | Dominique Théophile | GUSR  | DVC    | Sénateur sortant, conseiller régional |
| 02 |           | Solanges Nadille    | GUSR  | DVC    |                                       |
| 03 |           | Philippe Dezac      | GUSR  | DVC    |                                       |
|    |           |                     |       |        |                                       |
| 04 |           | Olivia Ramoutar     | GUSR  | DIV    |                                       |
| 05 |           | Mornal Mornal       | GUSR  | DIV    |                                       |

### Liste Divers conduite par Paul Éric Confiac
| N° | Candidats | Candidats                 | Parti | Nuance | Principales fonctions |
| -- | --------- | ------------------------- | ----- | ------ | --------------------- |
| 01 |           | Paul Éric Confiac         | GPRG  | DIV    |                       |
| 02 |           | Claudia Geneviève Boucher | GPRG  | DIV    |                       |
| 03 |           | Henri Cyprien Angol       | GPRG  | DIV    |                       |
|    |           |                           |       |        |                       |
| 04 |           | Péninna Anne-Loïs Michel  | GPRG  | DIV    |                       |
| 05 |           | Steeve Didier Rouyar      | GPRG  | DIV    |                       |

### Liste Divers conduite par Alix Nabajoth
| N° | Candidats | Candidats                  | Parti | Nuance | Principales fonctions                    |
| -- | --------- | -------------------------- | ----- | ------ | ---------------------------------------- |
| 01 |           | Alix Nabajoth              | FRAPP | DIV    | Adjoint au maire des Abymes              |
| 02 |           | Murielle Jérôme Sinivassin |       | DIV    | Conseillère municipale de Pointe-à-Pitre |
| 03 |           | Christophe Césarin         |       | DIV    | Conseiller municipal de Baie-Mahault     |
|    |           |                            |       |        |                                          |
| 04 |           | Claire Lacroix             |       | DIV    |                                          |
| 05 |           | Grégory Cabrion            |       | DIV    | Conseiller municipal de Pointe-Noire     |

### Liste Divers gauche conduite par Victoire Jasmin
| N° | Candidats | Candidats         | Parti | Nuance | Principales fonctions                                       |
| -- | --------- | ----------------- | ----- | ------ | ----------------------------------------------------------- |
| 01 |           | Victoire Jasmin   | FGPS  | DVG    | Sénatrice sortante, conseillère municipale de Morne-à-l'Eau |
| 02 |           | Robert Procida    | FGPS  | DVG    |                                                             |
| 03 |           | Betty Besry       | FGPS  | DVG    |                                                             |
|    |           |                   |       |        |                                                             |
| 04 |           | Rosan Déméa       | FGPS  | DVG    |                                                             |
| 05 |           | Evelyne Democrite | FGPS  | DVG    |                                                             |

## Résultats
| Tête de liste                                        | Tête de liste            | Liste                        | Voix | %     | Sièges | +/-           |
| ---------------------------------------------------- | ------------------------ | ---------------------------- | ---- | ----- | ------ | ------------- |
|                                                      | Dominique Théophile      | Divers centre (GUSR)         | 295  | 38,16 | 2      | 1             |
| Guadeloupe solidaire                                 |                          |                              | 295  | 38,16 | 2      | 1             |
|                                                      | Victorin Lurel           | Parti socialiste             | 178  | 23,03 | 1      | 1             |
| Ensemble, nou tout'                                  |                          |                              | 178  | 23,03 | 1      | 1             |
|                                                      | Fabert Michely           | Divers gauche (FRAPP - FGPS) | 121  | 15,65 | 0      | en stagnation |
| Ensemble, au service de l'archipel Gwadloup !        |                          |                              | 121  | 15,65 | 0      | en stagnation |
|                                                      | Jocelyn Sapotille        | Divers gauche (FGPS)         | 104  | 13,45 | 0      | Nv.           |
| Convergence et cohérence pour les îles de Guadeloupe |                          |                              | 104  | 13,45 | 0      | Nv.           |
|                                                      | Victoire Jasmin          | Divers gauche (FGPS)         | 62   | 8,02  | 0      | Nv.           |
| Tous engagés pour la Guadeloupe                      |                          |                              | 62   | 8,02  | 0      | Nv.           |
|                                                      | Alix Nabajoth            | Divers (FRAPP)               | 8    | 1,03  | 0      | en stagnation |
| Pour une alternative démocratique                    |                          |                              | 8    | 1,03  | 0      | en stagnation |
|                                                      | Paul Éric Confiac        | Divers (GPRG)                | 4    | 0,52  | 0      | Nv.           |
| L'espoir au présent                                  |                          |                              | 4    | 0,52  | 0      | Nv.           |
|                                                      | Gilbert Édinval          | REG                          | 1    | 0,13  | 0      | Nv.           |
| Avcvk pol la Guadeloupe                              |                          |                              | 1    | 0,13  | 0      | Nv.           |
|                                                      |                          |                              |      |       |        |               |
| Suffrages exprimés                                   | Suffrages exprimés       | Suffrages exprimés           | 773  | 96,66 |        |               |
| Votes invalide                                       | Votes invalide           | Votes invalide               | 15   | 1,88  |        |               |
| Votes blancs                                         | Votes blancs             | Votes blancs                 | 9    | 1,13  |        |               |
| Total                                                | Total                    | Total                        | 797  | 100   | 3      | en stagnation |
| Abstentions                                          | Abstentions              | Abstentions                  | 14   | 1,73  |        |               |
| Inscrits / participation                             | Inscrits / participation | Inscrits / participation     | 811  | 98,27 |        |               |